# Maria Anna Kottulinsky

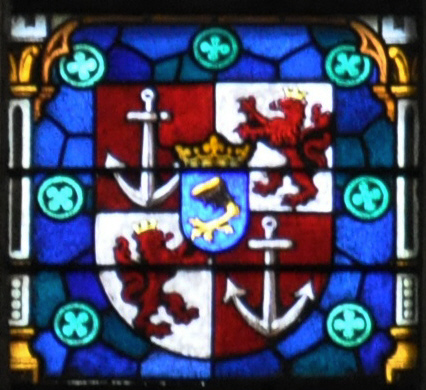
Wappen

Gräfin Maria Anna Kottulinsky, Freiin von Kottulin und Krzischkowitz (Maria Anna Sidonia; * 12. Mai 1707; † 6. Februar 1788 in Wien) war durch Heirat Fürstin von Liechtenstein.

## Biografie
Maria Anna war die Tochter des Grafen Franz Karl Kottulinsky, Freiherrn von Kottulin und Krzischkowitz (1674–1748) und dessen Gemahlin Maria Antonia, geborene Gräfin von Rottal (1689–1761).
Am 22. August 1729 heiratete sie in Glogau den verwitweten Fürsten Joseph Johann Adam von und zu Liechtenstein (1690–1732), Sohn des Fürsten Anton Florian von und zu Liechtenstein (1656–1721) und dessen Gemahlin Eleonore Barbara, geborene Gräfin von Thun und Hohenstein (1661–1723). Aus der Ehe gingen zwei Kinder hervor.
Nach nur dreijähriger Ehe, im Alter von 42 Jahren, verstarb der Fürst am 17. Dezember 1732 auf Schloss Feldsberg in Mähren. In zweiter Ehe heiratete Maria Anna am 10. Oktober 1740 in Wien Graf Ferdinand Ludwig von der Schulenburg-Oeynhausen (1699–1754), Sohn des Grafen Raban Christoph von Oeynhausen (1654–1749) und dessen Gemahlin Sophia Juliana, geborene Freiin von der Schulenburg (1668–1753). Aus der Ehe gingen zwei Kinder hervor.
1769 erwarb sie die niederösterreichischen Herrschaften Oberwaltersdorf und Tribuswinkel und errichtete für ihren Sohn aus zweiter Ehe ein Fideikommiss. Sie starb am 6. Februar 1788 in Wien. Ihr Leichnam wurde in der Pfarr- und Wallfahrtskirche Mariabrunn bestattet.

## Nachkommen
Aus erster Ehe:
- Anton Thomas (1730–1731)
- Josepha (1733–1734)

Aus zweiter Ehe:
- Ferdinand Ludwig (1745–1824) ⚭ 1797 Marie Françoise de Vincens de Causans (1773–1828)
- Maria Antonia (1747–1812) ⚭ 1767 Graf Franz de Paula Joseph von Daun (1727–1785); ⚭² 1788 Graf August Anton von Attems (1752–1837)